# DEAL (film)
DEAL is een film van Eddy Terstall, geproduceerd door Gijs van de Westelaken (Column Film) en Peggy Stein (OneBigAgency). Oorspronkelijk zou het een korte film worden, maar later is het script herschreven tot een 'gewone' speelfilm. Dit had onder meer te maken met de succesvolle crowdfunding actie 'EddysTwitFlicks'  en interesse van financiers.
De muziek in DEAL wordt gecomponeerd door Benjamin Herman. De film ging op 10 september 2012 in première. Niet op het Nederlands Film Festival, zoals gepland, maar met een doorlopende en openbare voorstelling in de EYE-bioscoop.
Deze romantische komedie vertelt over een uit de hand gelopen deal tussen twee vrienden, met hoofdrollen voor Teun Kuilboer, Roberta Petzoldt en Fouad Mourigh.